# PICAXE

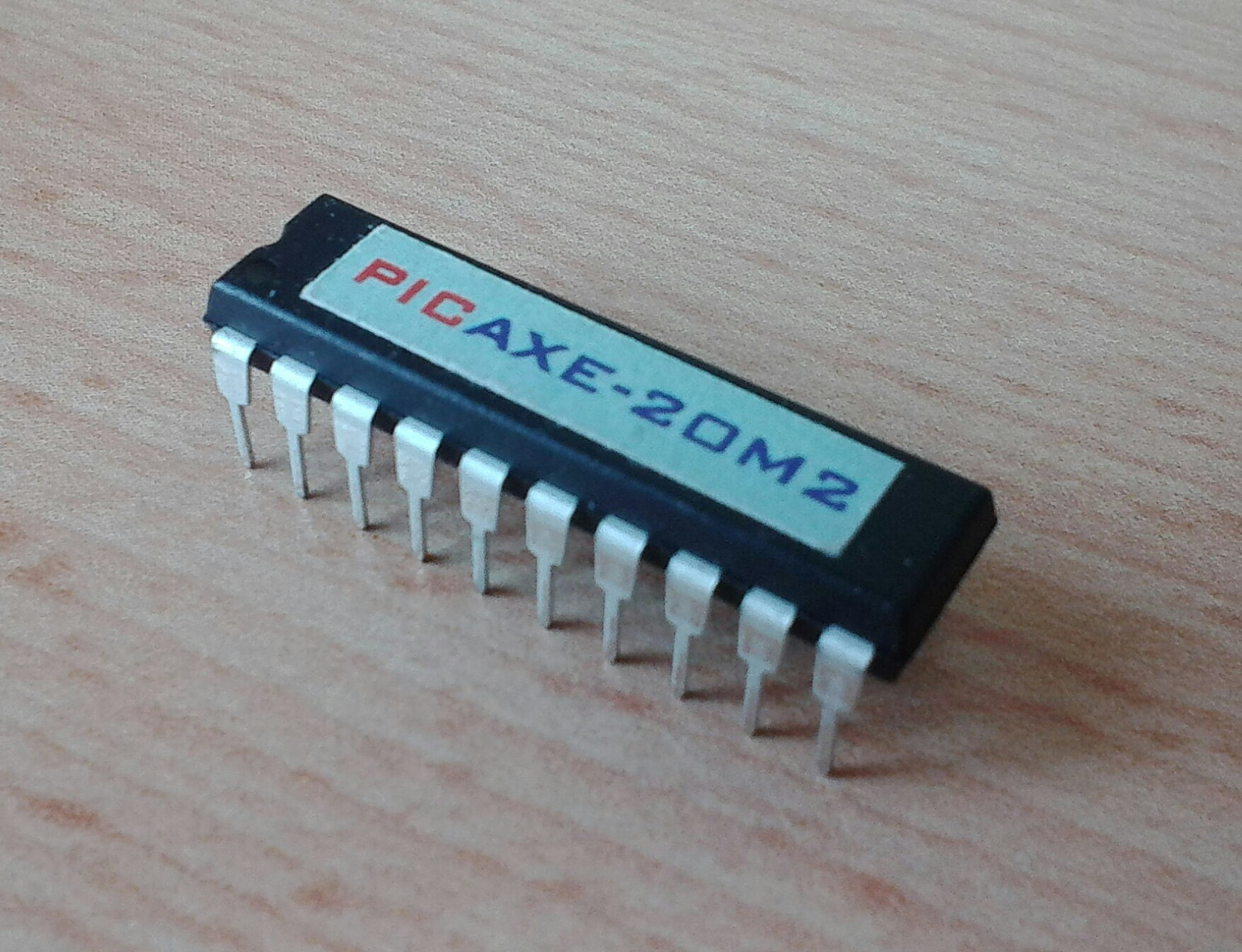
PICAXE 20M2

PICAXE es una familia de microcontroladores basada en PIC. Los PICAXE son esencialmente PICs, con firmware preprogramado que habilita el arranque de código directamente de un PC, simplificando el desarrollo de sistemas embebidos al aficionado.

## Hardware
Actualmente hay siete variantes de PICAXE, variando de 8 a 40 pines y entre encapsulados DIP y SMD.
Vienen preprogramados con un intérprete de BASIC similar al BASIC Stamp, pero usando EEPROM, por consecuencia reduciendo costos. Esto también permite hacer descargas de programa con una conexión serial simple, eliminando la necesidad de un programador PIC. Los PICAXE se programan usando cable serial RS-232 o USB, conectado entre el computador y el circuito de descarga, el cual usa típicamente un jack 3.5mm y dos resistencias.